# Tatra T7
Tatra T7 je sedma (i posljednja) generacija standardnih četveroosovinskih tramvaja koje je proizvodila tvrtka ČKD Tatra.

## Konstrukcija
T7 je standardni četveroosovinski jednosmjerni motorni tramvaj, koji potječe od prethodnog tipa Tatra T6, odnosno od njegovog prethodnika T5. Vagoni T7 proizvedeni su na prijelazu iz 1980-ih u 1990-e.

## Varijante
Za razliku od šeste generacije, gdje su proizvedene ukupno četiri varijante, tramvaji T7 proizvodili su se samo u jednom podtipu, koji je označen kao Tatra T7B5.